# Psychopsis margarita
Psychopsis margarita là một loài côn trùng trong họ Psychopsidae thuộc bộ Neuroptera. Loài này được Tillyard miêu tả năm 1922.